# Tommy Macias
Tommy Macias (* 20. Januar 1993 in Boo) ist ein schwedischer Judoka. Er war Europameister 2019 und Weltmeisterschaftszweiter 2021.

## Sportliche Karriere
Macias gewann bereits ab 2009 schwedische Titel in seiner jeweiligen Altersklasse. 2013 gewann er seinen ersten schwedischen Meistertitel in der Erwachsenenklasse im Leichtgewicht, der Gewichtsklasse bis 73 Kilogramm. Im Jahr darauf gewann er seinen zweiten Landesmeistertitel und siegte auch bei den nordischen Meisterschaften. 2015 schied er bei den im Rahmen der Europaspiele in Baku ausgetragenen Europameisterschaften in seinem ersten Kampf gegen den Serben Ljubiša Kovačević aus. Sein bis dahin wichtigster Sieg gelang ihm im Oktober 2016, als er im Finale des Grand-Slam-Turniers in Abu Dhabi Rustam Orujov aus Aserbaidschan bezwang.
Bei den Europameisterschaften 2017 in Warschau unterlag er im Viertelfinale Hidayət Heydərov aus Aserbaidschan. Mit Siegen über den Österreicher Lukas Reiter und den Israeli Tohar Butbul kämpfte sich Macias zur Bronzemedaille durch. Kurz darauf gewann er seinen dritten schwedischen Meistertitel. Bei den Europameisterschaften 2018 in Tel Aviv unterlag Macias im Halbfinale dem Armenier Ferdinand Karapetjan, mit einem Sieg über den zweiten Armenier Arsen Ghasarjan erkämpfte der Schwede eine Bronzemedaille. Im Juni 2018 war Macias zum vierten Mal schwedischer Meister. Im September 2018 nahm Macias zum vierten Mal an Judo-Weltmeisterschaften teil. Bei den Weltmeisterschaften in Baku gewann er gegen Tohar Butbul erstmals einen WM-Kampf, schied aber in der zweiten Runde gegen den Iraner Mohammad Mohammadi aus. Im März 2019 gewann Macias das Grand-Slam-Turnier in Sankt Petersburg, wo er im Finale den Italiener Fabio Basile schlug. Die Europameisterschaften 2019 wurden im Rahmen der Europaspiele in Minsk ausgetragen. Macias bezwang im Viertelfinale Tohar Butbul und im Halbfinale den Georgier Lascha Schawdatuaschwili. Im Finale traf er auf Rustam Orujov und gewann den Titel. 2020 bei den Europameisterschaften in Prag unterlag Macias im Viertelfinale dem Schweizer Nils Stump. Mit Siegen über den Österreicher Lukas Reiter und den Italiener Fabio Basile sicherte sich Macias eine Bronzemedaille. 2021 belegte Macias den siebten Platz bei den Europameisterschaften in Lissabon. Anderthalb Monate später bezwang er im Halbfinale der Weltmeisterschaften in Budapest den Japaner Soichi Hashimoto. Im Finale unterlag er dem Georgier Lascha Schawdatuaschwili. Bei den Olympischen Spielen in Tokio unterlag er im Achtelfinale Akil Gjakova aus dem Kosovo. Im Juni 2022 beendete Tommy Macias seine Karriere als Leistungssportler.